# Stories (Album)
Stories ist das zweite Studioalbum des schwedischen DJs Avicii. Es erschien weltweit am 2. Oktober 2015 über Universal- und Avicii Music. Der Titel spielt auf sein Debütalbum an, in dessen Kombination die Titel „True Stories“ ergeben. Vorab wurden die Lieder Waiting for Love und Pure Grinding beziehungsweise For a Better Day als EP veröffentlicht. Parallel wurde eine Vielzahl der Lieder bei mehreren Liveauftritten vorgestellt.

## Entstehung
Avicii gab bereits 2013 bekannt, dass ein Nachfolgealbum zu True geplant sei. Nur kurze Zeit nach dieser Bekanntgabe erschienen zahlreiche Mitschnitte noch nicht erschienener Lieder im Internet, die er bei seinen Auftritten spielte. Die Rips wurden teils mehrere hunderttausend Mal aufgerufen.  Wie bei True sollten auch bei Stories viele Kollaborationen zu finden sein. Als erste Vorab-Single erschien im Mai 2015 Waiting For Love. Parallel zum Release der EP Pure Grinding for a Better Day, welche die Lieder Pure Grinding und For a Better Day enthält, bestand die Möglichkeit das Album vorzubestellen. Erst jetzt wurde klar, dass die Songs The Days und The Nights keine Vorboten des Tonträgers waren. Stattdessen sind auf dem Long-Play Kollaborationen mit unter anderem dem britischen Singer-Songwriter Chris Martin der Band Coldplay, dem niederländischen DJ und Produzenten Martin Garrix, der US-amerikanischen Band Zac Brown Band, sowie den Musikern Alex Ebert, Mike Posner, Matisyahu, Wyclef Jean, Audra Mae oder Noonie Bao enthalten. Bereits mit der Vorabsingle Waiting For Love, die den ersten Platz mehrerer nationaler Charts erreichte, gab Avicii erste Eindrücke vom Album. Die Doppelsingle Pure Grinding for a Better Day wurde am 28. August 2015 veröffentlicht und enthielt zwei, vom Stil her komplett unterschiedliche Lieder, die einen weiteren Vorgeschmack des Long-Plays gaben. Zuletzt wurden die Songs Ten More Days und Broken Arrows auf iTunes zum Download bereitgestellt. Letzteres wurde zu einem der erfolgreichsten Tracks des Albums.

## Veröffentlichung
Seit August 2015 konnte man Stories bei iTunes vorbestellen, am 2. Oktober 2015 wurde das Album über Avicii Music, einem Sublabel der Plattenfirma Universal Music Group veröffentlicht. Dem Rolling Stone erzählte Avicii, dass er an über 70 Liedern für das Studioalbum gearbeitet habe. Bereits dort gab er eine Reihe an Kollaborationen bekannt. Erste IDs des Albums spielte er beim Tomorrowland Festival 2014 in Belgien. Aufgrund gesundheitlicher Beschwerden erklärte er an seinem 25. Geburtstag, dem 8. September 2014, dass er all seine derzeitigen Arbeiten und Auftritte abbrechen müsse. Beim Ultra Music Festival 2015 in Miami präsentierte er weitere Lieder. Am 27. Mai 2015 gab er bekannt, dass die Veröffentlichung des Albums auf Herbst 2015 angesetzt ist. Zwei Monate später twitterte Bergling, dass Stories nach zwei Jahren Arbeit fertig gestellt wurde. Am 13. August 2015 gab Bergling in einem Radio-Interview mit dem österreichischen Sender Hitradio Ö3 bekannt, dass das Album 16 Titel enthalten werde, wobei Bergling aber kurz darauf eine zweite Platte veröffentlichen wolle, wenn Stories gut laufen würde. Die japanische Webseite von Avicii gab am 24. August 2015 bekannt, dass das Album ab dem 28. August 2015 zum Vorverkauf bereitstehen wird.
Das Album wurde weltweit am 2. Oktober 2015 veröffentlicht.

## Promotion und frühe Rückmeldungen

### Im Internet
Bereits kurz nach der Veröffentlichung seines Debüt-Albums True gab der schwedische Musiker das Release eines zweiten Albums mit dem Titel Stories bekannt. Seitdem erschienen unzählige von Fans erstellte Albumcovers im Internet. Es folgten Mitschnitte von unbekannten Liedern, die Bergling auf Festivals spielte, sowie Gerüchte über das Veröffentlichungsdatum. Unter den hochgeladenen Liedern waren auch Tracks, die tatsächlich auf dem Album zu finden waren, jedoch erschienen diese meist unter falschem Titel, beispielsweise Pure Grinding, der als Nothing to Loose im Internet hochgeladen wurde. Eines der beliebtesten als Album-Track vermuteten Lieder, die im Internet erschienen, war das Lied Heaven, das mit Chris Martin aufgenommen wurde. Bereits im Vorfeld erhielt das Lied sehr positive Kritik, jedoch wurde es aus einem nicht genannten Grund noch einmal neu aufgenommen, allerdings nicht mit Martin, sondern mit Waiting-For-Love-Vocalist Simon Aldred. Parallel erklärte Bergling aber, dass Chris Martin dafür einen anderen Titel des Albums singe. Als dieser stellte sich letztlich das Stück True Believer heraus. Jedoch stellte sich zur Enttäuschung der Fans heraus, dass Heaven gar nicht auf dem Album zu finden war. Gerüchte behaupten, dass Avicii bekannt gegeben hätte, dass der als Heaven bezeichnete Track lediglich ein Mashup wäre. Ähnlich erging es dem Lied I’ll Be Gone, das durch seinen Guestmix in der 422. Folge von Tiëstos „Club-Life“-Podcast auf sich aufmerksam machte. Nachdem es sich schnell als weiterer Album-Track verbreitet hatte, wurde klar, dass das Instrumental statt für das bereits 2013 unter dem Titel Stars im Internet erschienene Lied für den „Avicii-by-Avicii“-Remix seines Tracks Liar Liar verwendet wurde. Bis zur Veröffentlichung gelangten jedoch auch etliche weitere Album-Tracks illegal in das Internet. Diese dienten gleichzeitig auch als Werbung für das Album und wirkten sich positiv auf das Publikum aus.

### Als Vorboten bei Festivals
Eine Menge an Liedern des Studioalbums stellte Avicii wie bereits bei True am 27. März 2015 beim Ultra Music Festival in Miami vor, darunter auch den Titelsong Waiting for Love. Eine Auswahl an Liedern spielte er jedoch bereits zuvor bei anderen Auftritten. For a Better Day beispielsweise debütierte am 25. Juli 2014 beim Tomorrowland in Belgien oder der Track City Lights gar beim Hollywood Bowl in Los Angeles am 9. November 2013. Im Gegensatz zur Premiere des True-Albums im Jahre 2013, wurde sein Auftritt beim Ultra Music Festival 2015 durch und durch positiv bewertet und auch die Lieder, die Avicii dort spielte erhielten überwiegend positives Feedback. Grund dafür war, dass der Sound der Tracks sich als weniger speziell entpuppte.

## Singles

### Waiting for Love
Waiting for Love wurde als erste Single von Stories am 22. Mai 2015 veröffentlicht. Das Lied wurde beim Ultra Music Festival in Miami gemeinsam mit dem Co-Produzenten Martin Garrix am 27. März 2015 premiert. Die Vocals wurden von Simon Aldred eingesungen, als mitwirkender Produzent war Martin Garrix aktiv. Keiner der beiden wurde auf der Single namentlich erwähnt, wobei in Garrix’ Fall der Vertrag bei „Spinnin’ Records“ ausschlaggebend war. Aufgrund der Ähnlichkeit der Stimme von Aldred zu der von John Legend, wurde vorab davon ausgegangen, das Legend das Lied singt. Die Single konnte direkt in die Single-Charts von über 20 Ländern einsteigen. Davon belegte Waiting for Love 5-mal Platz eins. Bereits nach wenigen Monaten erreichte die Single 3× Platin- und 2× Gold-Status.

### Pure Grinding
Pure Grinding ist die zweite Single aus dem Album. Sie enthält Gesang von Kristoffer Fogelmark und Earl St. Clair und erschien am 28. August 2015 auf der Doppelsingle beziehungsweise EP Pure Grinding For a Better Day. Premiere feierte der Track am 24. Juli 2015 beim Tomorrowland-Festival in Belgien. Jedoch erhielt der Track eher negative Kritik, da Avicii mit diesem Track viel mehr Einflüsse von Chillstep und Pop verkörpert, als seinen typischen House-Stil. Vor Release machte die Single unter dem Titel Nothing to Loose seine Wege durch das Internet und erreichte schnell die Download-Charts mehrerer Länder.

### For a Better Day
For a Better Day wurde als dritte Single parallel zur zweiten ausgekoppelt. Sie war der zweite Teil der EP Pure Grinding For a Better Day, die am 28. August 2015 erschien. Gesungen wird das Lied vom US-amerikanischen Singer-Songwriter Alex Ebert. Premiere feierte der Track ebenfalls beim Tomorrowland-Festival in Belgien, jedoch bereits im Vorjahr, am 25. Juli 2014. Im Gegensatz zu Pure Grinding wurde For a Better Day deutlich positiver bewertet und wurde insbesondere für den typischen Avicii-Country-Einfluss und den fröhlichen Drop gelobt. Ähnlich wie auch sein EP-Partner, stieg das Lied bereits am Tag der Veröffentlichung hoch in die iTunes-Charts mehrerer Länder ein.

### Broken Arrows
Am 4. Dezember 2015 erschien mit Broken Arrows die vierte und letzte Single aus dem Album.

## Titelliste
| #                                   | Titel                  | Gastmusiker                                          | Länge |
| ----------------------------------- | ---------------------- | ---------------------------------------------------- | ----- |
| 1                                   | Waiting for Love       | mit Martin Garrix; Vocals by Simon Aldred            | 3:48  |
| 2                                   | Talk to Myself         | Vocals by Sterling Fox                               | 3:55  |
| 3                                   | Touch Me               | Vocals by Celeste Waite                              | 3:06  |
| 4                                   | Ten More Days          | Vocals by Zak Abel                                   | 4:05  |
| 5                                   | For a Better Day       | Vocals by Alex Ebert                                 | 3:26  |
| 6                                   | Broken Arrows          | mit Zac Brown Band                                   | 3:52  |
| 7                                   | True Believer          | Vocals by Chris Martin and Avicii                    | 4:48  |
| 8                                   | City Lights            | Vocals by Noonie Bao                                 | 6:28  |
| 9                                   | Pure Grinding          | Vocals by Kristoffer Fogelmark & Earl St. Clair      | 2:51  |
| 10                                  | Sunset Jesus           | mit Gavin DeGraw, John Dhani Lennevald & Mike Posner | 4:24  |
| 11                                  | Can’t Catch Me         | Vocals by Wyclef Jean & Matisyahu                    | 3:59  |
| 12                                  | Somewhere In Stockholm | Vocals by Daniel Adams-Ray                           | 3:22  |
| 13                                  | Trouble                | Vocals by Wayne Hector                               | 2:51  |
| 14                                  | Gonna Love Ya          | mit Sandro Cavazza                                   | 3:35  |
| Bonus-Track der UK-Version          |                        |                                                      |       |
| 15                                  | The Nights             | Vocals by Nicholas RAS Furlong                       | 4:55  |
| Bonus-Track der Japanischen Version |                        |                                                      |       |
| 15                                  | The Days               | Vocals by Robbie Williams                            | 4:55  |
| 16                                  | The Nights             | Vocals by Nicholas RAS Furlong                       | 4:55  |

## Rezeption
Vitus Benson von „Dance-Charts“ schrieb folgendes über Stories: "Ob man es nun glaubt oder nicht, das neue Album „Stories“ von Avicii kann definitiv blind gekauft werden. Wenn man sich auf den gemischten Stil des schwedischen DJs einlassen kann, dann hat es 14 großartige Tracks, die allesamt beweisen, wie vielfältig dieser junge Produzent doch ist." 

## Kommerzieller Erfolg

### Chartplatzierungen
Bereits durch starke Vorbestellungen konnte das Album schon vor der Veröffentlichung die iTunes-Charts etlicher Länder erreichen.
| ChartsChartplatzierungen       | Höchstplatzierung | Wochen |
| ------------------------------ | ----------------- | ------ |
| Deutschland (GfK)              | 8 (8 Wo.)         | 8      |
| Österreich (Ö3)                | 6 (8 Wo.)         | 8      |
| Schweden (GLF)                 | 1 (160 Wo.)       | 160    |
| Schweiz (IFPI)                 | 3 (14 Wo.)        | 14     |
| Vereinigte Staaten (Billboard) | 17 (5 Wo.)        | 5      |
| Vereinigtes Königreich (OCC)   | 9 (7 Wo.)         | 7      |

| ChartsJahrescharts (2015) | Platzierung |
| ------------------------- | ----------- |
| Schweden (GLF)            | 3           |

| ChartsJahrescharts (2016) | Platzierung |
| ------------------------- | ----------- |
| Schweden (GLF)            | 11          |

| ChartsJahrescharts (2017) | Platzierung |
| ------------------------- | ----------- |
| Schweden (GLF)            | 66          |

| ChartsJahrescharts (2018) | Platzierung |
| ------------------------- | ----------- |
| Schweden (GLF)            | 10          |

| ChartsJahrescharts (2019) | Platzierung |
| ------------------------- | ----------- |
| Schweden (GLF)            | 38          |

| ChartsJahrescharts (2020) | Platzierung |
| ------------------------- | ----------- |
| Schweden (GLF)            | 88          |

| ChartsJahrescharts (2021) | Platzierung |
| ------------------------- | ----------- |
| Schweden (GLF)            | 89          |

### Auszeichnungen für Musikverkäufe
| Land/Region                  | Auszeichnungen für Musikverkäufe (Land/Region, Auszeichnung, Verkäufe) | Verkäufe |
| ---------------------------- | ---------------------------------------------------------------------- | -------- |
| Brasilien (PMB)              | Gold                                                                   | 20.000   |
| Chile (IFPI)                 | Gold                                                                   | 5.000    |
| Dänemark (IFPI)              | Platin                                                                 | 20.000   |
| Mexiko (AMPROFON)            | Gold                                                                   | 30.000   |
| Neuseeland (RMNZ)            | Platin                                                                 | 15.000   |
| Österreich (IFPI)            | Gold                                                                   | 7.500    |
| Polen (ZPAV)                 | Platin                                                                 | 20.000   |
| Schweden (IFPI)              | 2× Platin                                                              | 80.000   |
| Singapur (RIAS)              | Gold                                                                   | 5.000    |
| Vereinigtes Königreich (BPI) | Gold                                                                   | 100.000  |
| Insgesamt                    | 6× Gold · 5× Platin ·                                                  | 302.500  |

Hauptartikel: Avicii/Auszeichnungen für Musikverkäufe